# Amt Bitterfeld
Das Amt Bitterfeld war eine im Kurkreis gelegene territoriale Verwaltungseinheit des 1806 in ein Königreich umgewandelten Kurfürstentums Sachsen. Zwischen 1657 und 1738 gehörte das Amt zum albertinischen Sekundogenitur-Fürstentum Sachsen-Merseburg.
Bis zur Abtretung an Preußen 1815 bildete es als sächsisches Amt den räumlichen Bezugspunkt für die Einforderung landesherrlicher Abgaben und Frondienste, für Polizei, Rechtsprechung und Heeresfolge.

## Geographische Ausdehnung
Das Amt Bitterfeld lag im Südwesten des Kurkreises. Es erstreckte sich beiderseits des Unterlaufs der Mulde südlich von Dessau. Der Nordwesten des Amtsgebiets wurde von der Fuhne tangiert. Das Amt Bitterfeld besaß mehrere Exklaven im Nordwesten, Westen und Südosten.
Das Amtsgebiet liegt heute bis auf zwei Exklaven im Land Sachsen-Anhalt und gehört zu den Landkreisen Anhalt-Bitterfeld und Wittenberg. Die ehemaligen Exklaven Tiefensee und Lindenhayn gehören zum Landkreis Nordsachsen im Freistaat Sachsen.

## Angrenzende Verwaltungseinheiten
|                                 | Fürstentum Anhalt                           | Amt Gräfenhainichen |
| Amt Zörbig                      | Kompassrose, die auf Nachbargemeinden zeigt | Amt Düben           |
| Herzogtum Magdeburg (Saalkreis) | Amt Delitzsch                               | Amt Eilenburg       |

## Geschichte
Ende des 12. Jahrhunderts entstand im späteren Amtsgebiet im Ort Brehna ein Herrschaftssitz der Grafschaft Brehna, welcher 1290 an das askanische Herzogtum Sachsen gelangte. Nach dem Tod Albrecht IV. gelangte 1423 das gesamte Gebiet des Herzogtums Sachsen-Wittenberg an die wettinischen Markgrafen von Meißen.
Nach der Leipziger Teilung 1485 gehörte das Amt Bitterfeld zur ernestinischen Linie der Wettiner. Seit der Niederlage der Ernestiner im Schmalkaldischen Krieg im Jahr 1547 (Wittenberger Kapitulation) war es im Besitz der Albertiner.
Zwischen 1657 und 1738 gehörte das Amt zum albertinischen Sekundogenitur-Fürstentum Sachsen-Merseburg. Die dabei aufgetretene Formulierung „Bitterfeld mit Brehna“ deutet auf ein ehemaliges selbstständiges Amt Brehna hin. In Folge der Niederlage des Königreichs Sachsen wurden auf dem Wiener Kongress im Jahr 1815 Gebietsabtretungen an das Königreich Preußen beschlossen, was u. a. den gesamten Kurkreis mit seinen Ämtern betraf. Aus dem Amt Bitterfeld wurde mit den umliegenden Ämtern der Kreis Bitterfeld in der preußischen Provinz Sachsen gebildet. Die südlichen Exklaven Tiefensee, Lindenhayn und Roitzschgen wurden dem Kreis Delitzsch im Regierungsbezirk Merseburg der Provinz Sachsen angegliedert.

## Zugehörige Orte
Das Amt mit Sitz in Bitterfeld umfasste 1800 zwei Städte, 49 Dörfer mit ca. 14.000 Einwohnern und 62 wüste Marken.
Städte
- Bitterfeld
- Brehna

Dörfer
- Altjeßnitz
- Beyersdorf
- Brösa
- Burgkemnitz
- Capelle
- Friedersdorf
- Glebitzsch
- Golpa
- Gossa
- Greppin
- Großmöhlau
- Hohenlubast
- Holzweißig
- Kitzendorf[2]
- Krina
- Mühlbeck
- Muldenstein
- Niemegk
- Petersroda
- Plodda
- Pouch
- Ramsin
- Renneritz
- Reuden
- Rösa
- Roitzsch
- Salzfurth
- Sandersdorf
- Schköna
- Schlaitz
- Schmerz
- Stakendorf (1661 verwüstet)[3]
- Thalheim
- Thiemendorf[4]
- Torna
- Wachtendorf[5]
- Wiesewitz[6]
- Wolfen
- Zennewitz[7]
- Zöckeritz
- Zscherndorf

Dörfer (Exklaven)
- Dölsdorf (Exklave im Amt Zörbig)
- Lindenhayn (Exklave im Amt Delitzsch)
- Möst (bei Schierau) (Exklave im Fürstentum Anhalt)
- Pösigk (Exklave im Fürstentum Anhalt)
- Priorau (Exklave im Fürstentum Anhalt)
- Repau (Exklave im Fürstentum Anhalt)
- Roitzschgen (Exklave im Amt Delitzsch)
- Schierau (Exklave im Fürstentum Anhalt)
- Tiefensee (Exklave im Amt Delitzsch)

Wüstungen
Zum Amt gehörten außerdem 62 wüste Marken.

## Amtmänner
- Johann Heinrich Horn († 1713)